# Mörk gryning
Mörk gryning är ett svenskt svartmetallband, bildat 1993 av Goth Gorgon och Draakh Kimera.  Bandet avslutade sin karriär 2005 på grund av brist på inspiration, men återförenades 2016.

## Medlemmar
Nuvarande medlemmar
- Draakh Kimera (Peter Nagy) – gitarr, trummor, keyboard, sång (1993–2003, 2016– )
- Goth Gorgon (Jonas Berndt) – gitarr, basgitarr, keyboard, bakgrundssång (1993–2005, 2016– )
- Avathar (Mattias Eklund) – gitarr, sång (2000–2002, 2016– )
- C-G (Carl-Gustav Bäckström) – trummor (?–2005, 2019– )
- Aeon (Johan Larsson) – gitarr, keyboard, bakgrundssång (2002–2005), keyboard (2019– )

Tidigare medlemmar
- Johan Ljung – sång (2001)
- Fredrik Boëthius – basgitarr (?–2005)
- Baron Samedi (Henrik Åberg) – trummor (2016–?)

Turnerande medlemmar
- Storm (Johan Adler) – keyboard (2016– )
- Johan Husgafvel – sång
- Martin Persson – basgitarr (1996)
- Dennis Ekdahl – trummor (1996, 2001)
- Pär Almquist – keyboard (1996)
- Henrik Åberg – trummor (2001–2002)
- Stefan Lundgren – gitarr (2001)
- Henrik Hedberg – keyboard (2001)

## Diskografi
Demo
- Demo (1993)
- Demo '94 (1994)
- 2005 Demo (2005)

Studioalbum
- Tusen år har gått (1995)
- Return Fire (1997)
- Maelstrom Chaos (2001)
- Pieces of Primal Expressionism (2003)
- Mörk gryning (2005)
- Hinsides Vrede (2020)
- Fasornas Tid (2024)

Livealbum
- Live at Kraken (2018)

Annat
- 4 CD Death-Thrash Box (delad 4 CD box: Mörk Gryning / Face Down / Construcdead / Death Breath) (2009)